# Łazar Nikołow
Łazar Nikołow, bułg. Лазар Николов (ur. 26 sierpnia 1922 w Burgasie, zm. 7 lutego 2005 w Sofii) – bułgarski kompozytor.

## Życiorys
W latach 1942–1947 studiował w konserwatorium w Sofii u Dimityra Nenowa (fortepian i kompozycja) oraz Panczo Władigerowa (kompozycja). Od 1961 roku był wykładowcą tej uczelni. W latach 1966–1969 był sekretarzem, a od 1992 roku przewodniczącym związku kompozytorów bułgarskich.
Otrzymał nagrodę związku kompozytorów bułgarskich (1983 i 1984) oraz nagrodę Académie des Beaux-Arts (1992). W 1982 roku odznaczony został Orderem Ludowej Republiki Bułgarii.

## Twórczość
We wczesnym okresie swojej twórczości nawiązywał do nurtu neoklasycznego. Był jednym z nielicznych bułgarskich kompozytorów po 1945 roku, którzy zaadaptowali współczesne techniki kompozytorskie, w latach 60. w poszukiwaniu nowych zjawisk brzmieniowych zwrócił się ku aleatoryzmowi, atonalności i politonalności. W twórczości Nikołowa dominuje muzyka instrumentalna, co znajduje swój przejaw także w utworach wokalnych, w których głos traktowany jest instrumentalnie.

## Ważniejsze kompozycje
(na podstawie materiałów źródłowych)

### Utwory orkiestrowe
- 5 symfonii (I 1953, II na 2 fortepiany i orkiestrę 1960–1962, III 1979, IV 1985, V 1988)
- Koncert na orkiestrę smyczkową (1949)
- Concertino na fortepian i orkiestrę kameralną (1964)
- Symfonia na 13 instrumentów smyczkowych (1965)
- Divertimento concertante na orkiestrę kameralną (1968)
- Lento (1990)
- Otblasyci i zalez (1990)
- Metamorfozy IV na 12 wiolonczel (1991)
- 2 koncerty na fortepian i orkiestrę (I 1947–1948, II 1954–1955)
- Koncert skrzypcowy (1951–1952)

### Utwory kameralne
- 3 kwartety smyczkowe (I 1965, II 1970, III 1990)
- Kwintet fortepianowy (1958–1959)
- Trio na skrzypce, altówkę i fortepian (1993)
- Intermezzo per 3 na skrzypce, wiolonczelę i fortepian (1994)
- Pezzo tempestoso na wiolonczelę i fortepian (1994)
- sonaty: na fortepian i skrzypce (1953–1954, 1996), fortepian i altówkę (1955), fortepian i flet (1962), fortepian i wiolonczelę (1962), fortepian i kontrabas (1972), fortepian i obój (1976), fortepian i fagot (1976), fortepian i trąbkę (1984), fortepian i puzon (1986)
- 7 sonat na fortepian (1950, 1951, 1956, 1964, 1980, 1982, 1991)
- 2 sonaty na 2 fortepiany (1952, 1992)

### Utwory na głos i fortepian
- Requiem (1995)
- Ogromni utrinni zwezdi (1996)

### Utwory wokalno-instrumentalne
- Pesnopenija na głosy solowe, chór kameralny i orkiestrę kameralną (1970)
- Tragiczni pesni i simfonii na głosy solowe, chór i orkiestrę (1978)
- Metamorfozy III na 2 soprany i 10 instrumentów (1988)

### Opery
- kameralna opera-oratorium Prikowanijat Prometej (1963–1969, wyst. Ruse 1974)
- opera komiczna Cziczowci (1974)